# Exoplanet Exploration Program

"Dark Matter" (Matière noire) : affiche de la Nasa, Exoplanet Exploration Program, pour relancer l'exploration des exoplanètes à l'occasion d'Halloween 2020.

Exoplanet Exploration Program, en abrégé ExEP, en français « Programme d'exploration des exoplanètes », est un programme scientifique de l'agence spatiale américaine NASA qui rassemble des expériences et des missions spatiales consacrées à la détection et à l'étude des exoplanètes.
Le programme comprend les missions et expériences suivantes :
- le télescope spatial infrarouge Kepler lancé en mars 2009 à l'origine de la détection de plusieurs centaines d'exoplanètes
- l'interféromètre LBTI du télescope terrestre Large Binocular Telescope
- le projet de télescope spatial infrarouge WFIRST actuellement à l'étude pour un lancement vers 2025.

Le NASA Exoplanet Science Institute (NExScI)  de la NASA au sein du JPL assure les fonctions de support de ces missions et expériences.